# Baia della Chajpudyra
La baia della Chajpudyra (in russo Хайпудырская губа?, Chajpudyrskaja guba) è un'insenatura lungo la costa settentrionale russa, nel Circondario autonomo dei Nenec. È situata nel mare della Pečora nella parte sudorientale del mare di Barents. Prende il nome dal fiume Chajpudyra, oggi conosciuto con il nome di More-Ju.

## Geografia
La baia è delimitata a est dalla penisola della Jugra e a ovest dalle coste paludose e sabbiose 50 km a sud dell'isola Dolgij. Ha una lunghezza totale di circa 46 km e una larghezza massima di 33 km al centro. L'imboccatura è compresa tra capo Perevoznyj Nos (мыс Перевозный Нос) a ovest e capo Sin'kin Nos (мыс Синькин Нос) a est, ed è larga 15 km. Vi sfociano i fiumi More-Ju (Море-Ю), Naul'jacha (Наульяха), Sed'jacha (Седьяха) e Korotaicha (Коротаиха). La profondità massima è di 15 m, quella media di 1–2 m. Le coste fanno parte della Bol'šezemel'skaja Tundra e sono coperte da permafrost. Le acque sono ghiacciate per gran parte dell'anno (ottobre-giugno).
Nella baia si pratica la caccia alle foche e ai beluga, oltre che la pesca ai merluzzi e ad altre specie ittiche.